# Veřejná databáze ČSÚ
Veřejná databáze ČSÚ (VDB) je základním pilířem prezentačního systému Českého statistického úřadu, který je určen externím uživatelům statistických dat. 
Do VDB se ukládají statistické údaje, které vznikají při zpracování statistických šetření, jde jen o tzv. agregovaná data. Databáze neobsahuje žádná mikrodata, tj. údaje o konkrétních domácnostech, podnicích, lidech nebo domech. Do VDB se ukládají výsledky ekonomických, sociálních a environmentálních statistik, největší část představují údaje o obyvatelstvu, a to včetně výsledků sčítání lidu, domů a bytů.  Ve VDB jsou také údaje za jednotlivé části České republiky – např. za kraje, okresy, obce.
Každý údaj ve VDB je určen věcně (statistický ukazatel a jeho třídění, např. počet obyvatel ve věku 15 až 64 let české národnosti), časově (období, které údaj popisuje, například stav k 31. 12. 2011) a územně (území, jehož se údaj týká, např. okres Jablonec nad Nisou). K údaji je možno připojovat další informace týkající se zdroje, jeho kvality, platnosti apod.
K údajům VDB mají uživatele přístup přes webové stránky ČSÚ. Pro snadnější orientaci je připraven tzv. navigační strom statistických témat, ve větvích stromu uživatel vidí přehled připravených statistických tabulek. Po zvolení tabulky se do ní načtou aktuální údaje z VDB. Tabulku je možno exportovat do formátů XLS nebo XML. Pro většinu tabulek je připraveno přepínání formy zobrazení – uživatel může zobrazit graf nebo mapu. Kliknutím na číslo v tabulce nebo datovou řadu v grafu či mapě je možné zobrazit řadu podrobných informací k údaji včetně definice statistického ukazatele.